# Le Mystère du grenier
Le Mystère du grenier— The Door Between dans l'édition originale en anglais — est un roman policier américain de Ellery Queen publié en 1937. C'est le 11e roman de la série du détective Ellery Queen (personnage).  

## Résumé
Dans sa maison du sinistre village de Greenwich, Karen Leith est retrouvée morte dans une petite pièce parfaitement close.  À première vue, la thèse du suicide paraît s'imposer. Ellery Queen doute pourtant qu'il en ait vraiment été ainsi, même si un lourd secret avait fait depuis des années de Karen Leith une femme aigrie et solitaire. En tentant de découvrir ce que savait cette pauvre victime, le jeune Queen espère démasquer l'assassin qui avait tout intérêt à s'assurer de son silence.

## Éditions
Éditions originales en anglais
- (en) Ellery Queen, The Door Between, New York, Stokes, 1937 — Édition américaine
- (en) Ellery Queen, The Door Between, Londres, Gollancz, 1937 — Édition britannique

Éditions françaises
- (fr) Ellery Queen (auteur) et Simone Lechevrel (traducteur), Le Mystère du grenier [« The Door Between »], Paris, Nouvelle Revue Critique, coll. « L'Empreinte no 132 », 1938, 245 p. (BNF 32549968)
- (fr) Ellery Queen (auteur) et Simone Lechevrel (traducteur), Le Mystère japonais [« The Door Between »], Paris, Éditions Albin Michel, coll. « Le Limier no 27 », 1950, 262 p. (BNF 32549969)
- (fr) Ellery Queen (auteur) et Simone Lechevrel (traducteur), Le Mystère du grenier [« The Door Between »], Paris, J'ai lu, coll. « J'ai lu no 1736 », 1984, 252 p. (ISBN 2-277-21736-0, BNF 34769023)
- (fr) Ellery Queen (auteur) et Simone Lechevrel (traducteur) (trad. de l'anglais), Le Mystère du grenier [« The Door Between »], Paris, Librairie des Champs-Élysées, coll. « Le Masque no 2468 », 2002, 284 p. (ISBN 2-7024-2991-2, BNF 38843658)